# NIU Hrvatska riječ
NIU "Hrvatska riječ" prva je profesionalna institucija Hrvata u Srbiji koja se profesionalno bavi informiranjem, izdavanjem tjednika, nakladničkom djatnošću i produkcijom.

## Osnutak
Budući da su Hrvati u ovom podneblju do 1918. godine, između dva svjetska rata i kasnije imali svoj tisak, periodiku i nakladništvo - primjerice, od 1945. do 1956. to je Hrvatska riječ, koja je isprve dnevni list, a potom je svedena na tjednik - inicijativu za ponovno pokretanje Hrvatske riječi, kao glasila Hrvata u Vojvodini i Srbiji, odnosno, ondašnjoj zemlji - potekla je krajem 1999. od Lazara Merkovića, Josipa Buljovčića i Milovana Mikovića, koji je izradio prvi prijedlog (u tri varijante - glede organizacije uredništva i cijele kuće, stjecanja prihoda, tiraže i drugih izdanja kuće) i obrazložio ga pred Upravnim odborom Hrvatskog akademskog društva. Novinsko izdavačka ustanova Hrvatska riječ, osnovana je na prijedlog HAD-a Odlukom Skupštine AP Vojvodine u svibnju 2002. Istom odlukom imenovan je i Privremeni upravni odbor koji je konstitutivnu sjednicu imao tek u kolovozu iste godine jer se političke strukture nisu mogle dogovoriti tko bi trebao biti predsjednikom. Za predsjednika je izabran Tomislav Žigmanov. Dogovor se nije mogao postići ni glede imenovanja ravnatelja ustanove. U kombinaciji su bili prijedlozi različitih političkih struktura: Zlata Ifković, Milovan Miković, Ljiljana Dulić. Konačno, na prijedlog DSHV-a (Bela Tonković) jednoglasno je, 23. listopada, za ravnatelja ustanove izabran Zvonimir Perušić. Perušić je imenovan i za glavnog i odgovornog urednika tjednika. Ustanova se praktički tek tada konstituirala i za relativno kratko vrijeme (od momenta imenovanja ravnatelja) uspjela se i konsolidirati te je prvi broj tjednika izišao iz tiska 31. siječnja 2003. od kada izlazi u kontinuitetu. Osnivačka prava Skupština AP Vojvodine prenijela je 2004. 
na Hrvatsko nacionalno vijeće. 

## Cilj osnivanja
NIU Hrvatska riječ osnovana je s ciljem da se na sustavan i institucionalan način zadovolje potrebe hrvatske nacionalne zajednice u Vojvodini za informiranjem i nakladničkom djelatnošću. Tjednik je u početku bio informativno-političkog karaktera, ali bavio se i drugim društvenim, kulturnim, sportskim i zabavnim temama. Imao je stalne rubrike kao: Tvrdim i dokazujem, Kako molim, Politika (Hrvatska, Srbija, Vojvodina), Hrvatsko nacionalno vijeće,  Dopisništva, Tradicija, Intervju, Feljton, Kultura, Sport i Zabava. Pored stalnih članova redakcije u novinama svoje tekstove i kolumne objavljuju i novinari poput: Ivana Torova, Gorana Milića, Gorana Rotima, Mirka Sebića i dr.

## Djelatnost NIU Hrvatska riječ
Pored istoimenog tjednika Hrvatska riječ, Zvonimir Perušić uz pomoć suradnika, pokreće i druge projekte od značaja za hrvatsku manjinsku zajednicu poput:

2.1. Izdavačka djelatnost NIU Hrvatska riječ, čiji je urednik Milovan Miković -(U periodu od 2005. do 2008. iz tiska je izašlo 25 knjiga)
2.2. Hrcko mjesečni podlistak za djecu, jedini dječji list u povijesti ovih prostora koji je izlazio na hrvatskom jeziku, urednica Ivana Sič Petrekanić
2.3.Kužiš mjesečni podlistak za mladež u suradnji s udrugom CroV, urednica: Olga Perušić
2.4.Hrckov maskenbal– pokladna svečanost za djecu koja pohađaju nastavu na hrvatskom jeziku u cijeloj Vojvodini
2.5.Klasje naših ravni časopis za književnost, umjestnost i znanost, kojega izdaje Matica hrvatska, ogranak u Subotici, od 2006. izlazi u suizdanju NIU Hrvatska riječ, kao dvomjesečnik)
2.6.TV tjednik, tjedna polusatna televizijska emisija na regionalnoj televiziji u Subotici, urednice: Dušica Dulić i Antonija Piuković (više se ne emitira)
2.7.Glasnik Pučke kasine, suizdavač mjesečnika hrvatske udruge Pučka kasina 1878., a suradnja obustavljena Odlukom Upravnog odbora iz druge polovice 2008.
2.8.Miroljub list hrvatske udruge «Vladimir Nazor» Sombor, izlazi četiti puta godišnje.
2.9.Glas Šokadije, pilot broj hrvatske udruge «Šokadija» iz Sonte (projekat Odlukom Upravnog odbora iz 2008. obustavljen. Izdavanje lista nije nastavljeno).
2.10 Emisija Glas Hrvata na Radio Somboru od 2009. Tjedna emisija nedjeljom, od 17 do 18 sati. Nakon gašenja radijsko-televizijskog uredništva, produciranje je preuzelo Hrvatsko kulturno društvo «Vladimir Nazor» iz Stanišića.

### Izdavačka djelatnost NIU Hrvatska riječ
NIU Hrvatska riječ, Trg cara Jovana Nenada 15/II, 24 000 Subotica,
tel. +381(024) 553-355; 551-578; 535-155; e-mail:hrvatskarijec@tippnet.rs; www.hrvatskarijec.rs
broj žiro računa: 355-1023208-69 PIB 102212973

### NAKLADNIČKA DJELATNOST NIU HRVATSKA RIJEČ - DJELA TISKANA U RAZDOBLJU 2005. – 2012.
2005.
- Vojislav Sekelj, U izmučenim riječima, (2005.)
- Jasna Melvinger, Vaga s anđelima, (2005.)
- Petko Vojnić Purčar, Kult kornjače, (2005.)
- Milivoj Prćić, I nakon desetljeća, (2005.)
- Balint Vujkov, Krilati momak, (2005.)
- Dražen Prćić, Wild card, (2005.)

2006.
- Ljubica Kolarić-Dumić, Igrajmo se radosti, (2006.)
- Vladimir Bošnjak, Svršetak vražjeg stoljeća, (2006.)
- Željka Zelić, Bezdan, (2006.)
- Milivoj Prćić, Južno od tranšeja, (2006.)
- Andrija Kopilović, Okom svećenika I., (2006.)
- Andrija Kopilović, Okom svećenika II., (2006.)
- Dražen Prćić, Wild card, drugo izdanje, (2006.)
- Ante Sekulić, Osobna imena, prezimena i nadimci bačkih Hrvata, (2006.)
- Lazo Vojnić Hajduk, Andrija Kopilović, Alojzije Stantić, Dužijanca, (2006.)

2007.
- Tomislav Ketig, Velebitski orao, (2007.)
- Lazar Merković, U ime pravde, (2007.)
- Zvonko Sarić, Prosjački banket, (2007.)
- Branko Jegić, Ja, hodočasnik, (2007.)
- Ilija Okrugić Srijemac, Glasinke, (2007.)
- Ilija Okrugić Srijemac, Tri povijesne drame (2007.)
- Stjepan Bartoš, Upoznavanje, (2007.)
- Naco Zelić, Monografija Nesto Orčić, (2007.)
- Marija Šeremešić, Tragom sjećanja, (2007.)
- Ruža Silađev, Divani iz Sonte, (2007.)

2008.
- Matija Poljaković, Izabrane drame, (2008.)
- Ivan Pančić, Natpivavanja, (2008.)
- Balint Vujkov, Šaljive narodne pripovijetke, (2008.)
- Andrija Kopilović, Okom svećenika III., (2008.)
- Vojislav Sekelj, U izmučenim riječima, drugo izdanje, (2008.)
- Ruža Silađev, Divani iz Sonte, drugo izdanje, (2008.)

2009.
- Sanja Vulić, Vitezovi hrvatskoga jezika u Bačkoj, (2009.)
- Antun Kovač, Na dvoru Pašinog Tune, (2009.)

2010.
- Matija Poljaković, Izabrane drame II. (2010.)
- Matija Evetović, Kulturna povijest bunjevačkih i šokačkih Hrvata, (2010.)
- Ilija Okrugić Srijemac, Šaljive poeme (2010.)
- Stjepan Bartoš, Igra opasnih pojedinosti (2010.)
- Ante Sekulić, Osobna imena, prezimena i nadimci bačkih Hrvata (2010.)
- Balint Vujkov, Bunjevačke narodne pripovijetke (2010.)
- Zsombor Szabó, Crtice iz povijesti naselja Bačke u srednjem vijeku (2010.)

2011.
- Matija Poljaković, Izabrane drame III. (2011.)
- Ilija Okrugić Srijemac, Hunjkava komedija (2011.)
- Stjepan Bartoš, Kuća koja plovi, Subotica (2011.)
- Ljubica Kolarić-Dumić, Uz baku je raslo moje djetinjstvo (2011.)
- Dražen Prćić i grupa autora, Priča o fotografiji (20011.)
- Jasna Melvinger, O Iliji Okrugiću Srijemcu (2011.)
- Ruža Silađev, Šokica pripovida (2011.)

2012.
- Jasna Melvinger, Iz književnih djela i sakupljačke ostavštine Ilije Okrugića Srijemca (2012.)
- Lazar Francišković, Eseji (2012.)
- Matija Molcer, Označena tišina (2012.)
- Milivoj Prćić, Živi a izgubljeni (2012.)
- Jakov Kopilović, Molitve vremena sadašnjeg (2012.)
- Viktorija Aladžić, Subotica koja nestaje (2012.)

## Povijest Hrvatske riječi
Istoimeni tjednik u Subotici je izlazio od 1945. do 1956. godine. Odlukom Sreskog odbora Socijalističkog saveza radnog naroda Subotice (SSSRN) od 3. kolovoza 1956. tjednik Hrvatska riječ promijenio je naziv u Subotičke novine. Isti naziv imale su i novine koje je još 1920. godine pokrenuo subotički župnik i preporoditelj Blaško Rajić. Ove, novine ondašnji je jugoslavenski režim više puta zabranjivao pa su tijekom izlaženja mijenjale naziv. Jedno vrijeme su izlazile i kao Hrvatske novine.
Jedno vrijeme predsjednikom Upravnog odbora NIU Hrvatska riječ bio je Lazar Baraković.

## Napadi na NIU Hrvatska riječ
Od vremena izlaženja ustanova i novinari bili su izloženi čestim prijetnjama i napadima, a kuluminacija je bio sudski spor koji je tadašnja RTS RTV Novi Sad povela protiv dva djelatnika Zvonimira Perušića i Dušice Dulić. 
Osim iz vana, NIU „Hrvatska riječ” postala je predmetom napada i unutar same hrvatske manjinske zajednice. Na udaru ovih napada bio je ravnatelj, Zvonimir Perušić i izdavačka djelatnost Ustanove. 

Pod političkim pritiscima unutar hrvatske manjinske zajednice prvo dolazi do poromjene glavnog urednika te je umjesto Zvonimira Perušića imenovana Jasminka Dulić. Dulićeva je na dužnost stupila u veljači 2007. godine od 209. broja tjednika. Pritisci postaju učestaliji i dosežu kuluminaciju kada na jedan od blagdana hrvatske manjinske zajednice (15. prosinca, dan osnutka Hrvatskog nacionalnog vijeća (HNV)), 2007. godine Vijeće bez obrazloženja i u vrijeme kada mu je mandat istekao, razrješuje Upravni odbor ustanove i imenuje novi saziv na prijedlog DSHV-a. U siječnju 2008. Perušić podnosi neopozivu ostavku, a Jasminka Dulić biva imenovana za v.d. ravnateljicu ustanove koju dužnost obnaša od 8. 2. 2008. (258 broj tjednika), sve do 25. srpnja 2008. godine kada je na sjednici zatvorenoj za javnost za ravnatelja izabran Ivan Karan profesor marksizma i socijalističkog samoupravljanja, član Vijeća Demokratskog saveza Hrvata u Vojvodini od 2007. Ovakav izbor naišao je na negodovanja unutar hrvatske zajednice ali izbor je podržavao DSHV uspoređujući životopis Karana sa životopisom pok. hrvatskog predsjednika dr. Franje Tuđmana. Danas, tjednik više nema čvrstu i sljedstvenu koncepciju, a najviše prostora se posvećuje djelatnosti hrvatskih udruga u Vojvodini. Od stalnih rubrika ostale su jedino: Uvodnik, Intervju, Sport i Zabava. Izdavačka djelatnost stagnira te je za dvije godine izdato svega 3 knjige.

## Uprava
Ustanovom rukovodi ravnatelj, a upravu čine još i Upravni odbor i Nadzorni odbor.

## Tehničke karakteristike tjednika
- ISSN 1451-4257
- Broj stranica 53
- NIU se financira iz Proračuna AP Vojvodine. Uposleno je 19 djelatnika i oko 150 vanjskih suradnika.
- Tiraž: 1500 primjeraka.

## Vanjske poveznice
- [neaktivna poveznica]
- DSHV  Arhivirana inačica izvorne stranice od 5. ožujka 2016. (Wayback Machine) Arhiv, listopad 2006.
- Subotica.info  Arhivirana inačica izvorne stranice od 27. veljače 2008. (Wayback Machine) Ostavka u "Hrvatskoj riječi", 4. siječnja 2008.
- Transparentnost Srbija  Arhivirana inačica izvorne stranice od 24. lipnja 2008. (Wayback Machine) Zlatko Romić: Sukob interesa u dva ogledala, 31. svibnja 2006.
- Hrvatska riječ 2. lipnja 2006.
- Hrvatska riječ[neaktivna poveznica]